# 阿尔库维耶雷
阿尔库维耶雷，是西班牙阿拉贡自治区韦斯卡省的一个市镇。总面积115平方公里，总人口449人（2001年），人口密度4人/平方公里。